# سوسن فارگسی
سوسن فارگسی (نام علمی: Lilium fargesii) نام یک گونه از سرده سوسن است.